# Gergely Siklósi
Gergely Siklósi, né le 4 septembre 1997 à  Tapolca, est un escrimeur hongrois.
Droitier, il pratique l'épée en compétition avec une poignée « crosse ». Il remporte le titre de champion du monde en 2019, pour sa première victoire internationale, à domicile.

## Carrière
Après quatre saisons senior, sa carrière s'accélère en 2019 avec un premier podium en coupe du monde au Challenge Monal de Paris, en mai. Dès le mois de juillet, il est sélectionné pour participer aux championnats du monde qui se déroulent pour lui à domicile dans la ville de Budapest. Il y déjoue les pronostics, réalisant un parcours sans faute : qualifié directement pour le grand tableau en gagnant tous ses matchs de poule, il y renverse des tireurs plus expérimentés que lui, notamment le champion olympique en titre Park Sang-young, Masaru Yamada (tous deux sur le score de 10-9, après une minute de mort subite), Bas Verwijlen (15-8), Andrea Santarelli (15-9) et Sergey Bida en finale (15-14). Grâce à ce titre, il termine la saison 4e mondial.
Lors de la saison 2019-2020, il remporte son premier titre en coupe du monde en remportant la Coupe d'Heidenheim. Le même weekend, il repart avec l'or par équipes. Devenu no 1 mondial à la suite de cette victoire, Siklósi s'avance aux Jeux olympiques de Tokyo en tant que favori, et fait honneur à ce titre en atteignant la finale. Il est cependant poussé dans ses retranchements par Houssam El Kord (15-13) et le champion olympique en titre Park Sang-young (15-12), mais fait preuve de sa sérénité en demi-finale contre Andrea Santarelli (15-10).
Le 25 juillet 2021, finaliste à l'épée, il devient vice-champion olympique en perdant contre le Français Romain Cannone (15 à 10).

## Palmarès
- Jeux olympiques
  -  Médaille d'or par équipes  aux Jeux olympiques de 2024 à Paris
  -  Médaille d'argent en individuel aux Jeux olympiques de 2021 à Tokyo

- Championnats du monde
  -  Médaille d'or en individuel aux championnats du monde de 2019 à Budapest
  -  Médaille d'argent par équipes aux championnats du monde 2025 à Tbilissi
  -  Médaille d'argent en individuel aux championnats du monde 2025 à Tbilissi

- Championnats d'Europe
  -  Médaille d'or par équipes aux Jeux européens de 2023 (faisant office de Championnats d'Europe par équipes) à Cracovie
  -  Médaille d'argent en individuel aux championnats d'Europe de 2024 à Bâle
  -  Médaille de bronze par équipes aux championnats d'Europe de 2019 à Düsseldorf
  -  Médaille de bronze en individuel aux championnats d'Europe de 2025 à Gênes

## Classement en fin de saison
| Année | 2015 | 2016 | 2017 | 2018 | 2019 | 2020 | 2021 | 2022 | 2023 | 2024 |
| ----- | ---- | ---- | ---- | ---- | ---- | ---- | ---- | ---- | ---- | ---- |
| Rang  | 929  | 100  | 114  | 174  | 4    | 3    | 3    | 13   | 3    | 2    |